# Dean Smith (calciatore)
Dean Smith (West Bromwich, 19 marzo 1971) è un allenatore di calcio, dirigente sportivo ed ex calciatore inglese, di ruolo difensore, tecnico del Charlotte FC.

## Carriera

### Giocatore

#### Walsall
Inizia la carriera da giocatore nel 1989 come difensore con il Walsall, quando il club retrocesse in Third Division nel 1989-1990 sotto la guida di Gary Smith. Al termine della stagione, il club retrocede ancora una volta in Quarta Divisione con in panchina Kenny Hibbitt, finendo 16º nel 1990-91 e 15° nel 1991-92. I Saddlers si qualificarono per i play-off con un quinto posto nel 1992-1993, ma furono duramente battuti dal Crewe Alexandra in semifinale. Alla fine, con un decimo posto nel 1993-94, Smith ha lasciato il club, dopo aver giocato un totale di 166 partite per i Saddlers, segnando 2 gol.

#### Hereford United
Nell'estate del 1994, viene ceduto all'Hereford Utd per £ 80.000. Finirono al 16º posto nella stagione 1994-1995. Nella stagione successiva gli viene affidata la fascia di capitano, portando la squadra ad accedere ai play-off, persi per 4-2 contro il Darlington in semifinale, nonostante Smith avesse segnato dopo solo due minuti del primo tempo. L'anno successivo, con la retrocessione arrivata per una peggiore differenza reti in classifica con il Brighton, Smith lascia il club bianconero con 26 gol segnati in 146 presenze in tutte le competizioni durante il suo periodo a Edgar Street.

#### Leyton Orient
Nell'agosto 1997 firma con il Leyton Orient di Tommy Taylor. Alla prima stagione mette a segno dieci gol in 51 partite; nella seconda stagione, in cui viene nominato capitano, porta l'Orient agli spareggi e trasforma uno dei rigori nella vittoria in semifinale contro il Rotherham Utd: tuttavia, i biancorossi vennero battuti 1-0 dallo Scunthorpe Utd nella di Wembley, chiudendo la stagione con dieci gol in 49 presenze.
Nelle due stagioni successive, 1999-2000 e 2000-2001, in cui raccoglie 10 reti in 104 presenze, riesce a raggiungere nuovamente la finale play-off, dopo un quinto posto nel 2000-2001, questa volta al Millennium Stadium. Nonostante due volte in vantaggio, perdono 4-2 contro il Blackpool.
La sua avventura con il club di Brisbane Road continua per altre due stagioni, terminando dopo 6 anni nel mercato invernale della stagione 2002-2003, con 309 partite e 43 gol in tutte le competizioni.

#### Sheffield Wednesday
Il 22 febbraio 2003 è ufficiale il suo passaggio allo Sheffield Weds, club di First Division. Purtroppo, al termine della stagione, dopo aver concluso al 22º posto, quattro punti sotto lo Stoke City, la squadra retrocedette in Second Division. Nell'estate del 2003 viene nominato nuovo capitano del club, in una stagione non proprio esaltante per i Gufi, al termine della quale lascia la società di Hillsborough, con un gol e 62 presenze complessive.

#### Port Vale e ritiro
Il 5 luglio 2004 trova l'accordo per una stagione con il Port Vale, squadra di League One. Disputa 13 partite di campionato e 2 di coppa per i "Valiants" nella stagione 2004-2005, prima di annunciare il ritiro nel gennaio 2005. Complessivamente ha segnato 54 gol in 566 partite di campionato in 16 anni di carriera nella English Football League.

### Allenatore
Quello stesso anno torna al Leyton Orient come assistente allenatore e vi resta fino a gennaio 2009. Nel luglio 2009 viene nominato responsabile delle giovanili de Walsall, prima di prendere le redini della prima squadra nel gennaio 2011. Nei quattro mesi che restano alla fine del campionato porta il Walsall dalla zona retrocessione alla salvezza. Nel marzo 2015 arriva con il Walsall alla finale del League Trophy, prima di lasciare il club per dirigere il Brentford nel novembre 2015. Viene nominato manager dell'Aston Villa nell'ottobre 2018, quando la squadra è 14ª in Championship. A fine stagione la porta alla promozione in Premier League, con la vittoria nei play-off, e l'anno dopo alla finale di Coppa di lega.
Dopo l’esperienza all’Aston Villa, il 15 novembre 2021 diventa il nuovo allenatore del Norwich City, subentrando a Daniel Farke. Conclude la stagione all’ultimo posto, con la squadra retrocessa in Championship. Viene riconfermato per la stagione successiva, ma il 27 dicembre 2022 viene esonerato in seguito alla sconfitta in trasferta contro il Luton (2-1).
Il 10 aprile 2023 viene annunciato come nuovo allenatore del Leicester, penultimo in Premier con 25 punti dopo 30 giornate, fino al termine della stagione.
Mette insieme 9 punti in 8 partite e non va oltre il 18º posto non riuscendo a salvare le Foxes.
Il 12 dicembre 2023 viene ingaggiato dal club statunitense Charlotte FC sulla base di un contratto pluriennale.

## Statistiche

### Presenze e reti nei club
| Stagione                   | Squadra                    | Campionato                 | Campionato | Campionato | Coppe nazionali | Coppe nazionali | Coppe nazionali | Coppe continentali | Coppe continentali | Coppe continentali | Altre coppe | Altre coppe | Altre coppe | Totale | Totale |
| Stagione                   | Squadra                    | Comp                       | Pres       | Reti       | Comp            | Pres            | Reti            | Comp               | Pres               | Reti               | Comp        | Pres        | Reti        | Pres   | Reti   |
| -------------------------- | -------------------------- | -------------------------- | ---------- | ---------- | --------------- | --------------- | --------------- | ------------------ | ------------------ | ------------------ | ----------- | ----------- | ----------- | ------ | ------ |
| 1988-1989                  | Walsall                    | 2D                         | 15         | 0          | FACup+CdL       | 0               | 0               | -                  | -                  | -                  | -           | -           | -           | 15     | 0      |
| 1989-1990                  | Walsall                    | 3D                         | 7          | 1          | FACup+CdL       | 1+0             | 0+0             | -                  | -                  | -                  | EFL Trophy  | 0           | 0           | 8      | 0      |
| 1990-1991                  | Walsall                    | 4D                         | 33         | 0          | FACup+CdL       | 2+2             | 0+0             | -                  | -                  | -                  | EFL Trophy  | 3           | 0           | 40     | 0      |
| 1991-1992                  | Walsall                    | 4D                         | 9          | 0          | FACup+CdL       | 0+2             | 0+0             | -                  | -                  | -                  | EFL Trophy  | 0           | 0           | 11     | 0      |
| 1992-1993                  | Walsall                    | 3D                         | 42         | 1          | FACup+CdL       | 0+4             | 0+0             | -                  | -                  | -                  | EFL Trophy  | 5           | 0           | 51     | 1      |
| 1993-1994                  | Walsall                    | 3D                         | 36         | 1          | FACup+CdL       | 1+2             | 0+2             | -                  | -                  | -                  | EFL Trophy  | 2           | 0           | 41     | 1      |
| Totale Walsall             | Totale Walsall             | Totale Walsall             | 142        | 2          |                 | 14              | 0               |                    | -                  | -                  |             | 10          | 0           | 166    | 2      |
| 1994-1995                  | Hereford Utd               | 3D                         | 35         | 3          | FACup+CdL       | 2+4             | 0+1             | -                  | -                  | -                  | EFL Trophy  | 4           | 0           | 45     | 4      |
| 1995-1996                  | Hereford Utd               | 3D                         | 40         | 8          | FACup+CdL       | 4+3             | 0+1             | -                  | -                  | -                  | EFL Trophy  | 6           | 3           | 53     | 12     |
| 1996-1997                  | Hereford Utd               | 3D                         | 42         | 8          | FACup+CdL       | 1+4             | 0+2             | -                  | -                  | -                  | EFL Trophy  | 1           | 0           | 48     | 10     |
| Totale Hereford United     | Totale Hereford United     | Totale Hereford United     | 117        | 19         |                 | 18              | 4               |                    | -                  | -                  |             | 11          | 3           | 146    | 26     |
| 1997-1998                  | Leyton Orient              | 3D                         | 43         | 9          | FACup+CdL       | 2+4             | 1+0             | -                  | -                  | -                  | EFL Trophy  | 2           | 0           | 51     | 10     |
| 1998-1999                  | Leyton Orient              | 3D                         | 37         | 9          | FACup+CdL       | 5+4             | 1+0             | -                  | -                  | -                  | EFL Trophy  | 3           | 0           | 49     | 10     |
| 1999-2000                  | Leyton Orient              | 3D                         | 44         | 4          | FACup+CdL       | 2+1             | 1+0             | -                  | -                  | -                  | EFL Trophy  | 3           | 0           | 50     | 5      |
| 2000-2001                  | Leyton Orient              | 3D                         | 43         | 5          | FACup+CdL       | 4+4             | 0+0             | -                  | -                  | -                  | EFL Trophy  | 3           | 0           | 54     | 5      |
| 2001-2002                  | Leyton Orient              | 3D                         | 45         | 2          | FACup+CdL       | 4+1             | 1+1             | -                  | -                  | -                  | EFL Trophy  | 1           | 0           | 51     | 4      |
| 2002-feb. 2003             | Leyton Orient              | 3D                         | 27         | 3          | FACup+CdL       | 2+2             | 0+0             | -                  | -                  | -                  | EFL Trophy  | 2           | 0           | 33     | 3      |
| Totale Leyton Orient       | Totale Leyton Orient       | Totale Leyton Orient       | 239        | 32         |                 | 35              | 5               |                    | -                  | -                  |             | 14          | 0           | 288    | 37     |
| feb.-giu. 2003             | Sheffield Weds             | 1D                         | 14         | 0          | FACup+CdL       | 0               | 0               | -                  | -                  | -                  | EFL Trophy  | 0           | 0           | 14     | 0      |
| 2003-2004                  | Sheffield Weds             | 2D                         | 41         | 1          | FACup+CdL       | 2+1             | 0+0             | -                  | -                  | -                  | EFL Trophy  | 4           | 0           | 48     | 1      |
| Totale Sheffield Wednesday | Totale Sheffield Wednesday | Totale Sheffield Wednesday | 55         | 1          |                 | 3               | 0               |                    | -                  | -                  |             | 4           | 0           | 62     | 1      |
| 2004-gen. 2005             | Port Vale                  | FL1                        | 13         | 0          | FACup+CdL       | 0+1             | 0+1             | -                  | -                  | -                  | EFL Trophy  | 1           | 0           | 15     | 1      |
| Totale carriera            | Totale carriera            | Totale carriera            | 566        | 54         |                 | 71              | 10              |                    |                    |                    |             | 40          | 3           | 677    | 67     |

### Statistiche da allenatore
Statistiche aggiornate al 28 maggio 2023.
| Stagione            | Squadra             | Campionato          | Campionato | Campionato | Campionato | Campionato | Coppe nazionali | Coppe nazionali | Coppe nazionali | Coppe nazionali | Coppe nazionali | Coppe continentali | Coppe continentali | Coppe continentali | Coppe continentali | Coppe continentali | Altre coppe | Altre coppe | Altre coppe | Altre coppe | Altre coppe | Totale | Totale | Totale | Totale | % Vittorie | Piazzamento      |
| Stagione            | Squadra             | Comp                | G          | V          | N          | P          | Comp            | G               | V               | N               | P               | Comp               | G                  | V                  | N                  | P                  | Comp        | G           | V           | N           | P           | G      | V      | N      | P      | %          | Piazzamento      |
| ------------------- | ------------------- | ------------------- | ---------- | ---------- | ---------- | ---------- | --------------- | --------------- | --------------- | --------------- | --------------- | ------------------ | ------------------ | ------------------ | ------------------ | ------------------ | ----------- | ----------- | ----------- | ----------- | ----------- | ------ | ------ | ------ | ------ | ---------- | ---------------- |
| gen.-giu. 2011      | Walsall             | FL1                 | 25         | 7          | 10         | 8          | FACup+CdL       | -               | -               | -               | -               | -                  | -                  | -                  | -                  | -                  | FLT         | -           | -           | -           |             | 25     | 7      | 10     | 8      | 28,00      | Sub. 20º         |
| 2011-2012           | Walsall             | FL1                 | 46         | 10         | 20         | 16         | FACup+CdL       | 4+1             | 1+0             | 2+0             | 1+1             | -                  | -                  | -                  | -                  | -                  | FLT         | 2           | 1           | 0           | 1           | 51     | 11     | 22     | 18     | 21,57      | 19º              |
| 2012-2013           | Walsall             | FL1                 | 46         | 21         | 8          | 17         | FACup+CdL       | 2+2             | 0+1             | 1+0             | 1+1             | -                  | -                  | -                  | -                  | -                  | FLT         | 1           | 0           | 0           | 1           | 51     | 22     | 9      | 20     | 43,14      | 7º               |
| 2013-2014           | Walsall             | FL1                 | 46         | 14         | 16         | 16         | FACup+CdL       | 2+2             | 1+1             | 0+0             | 1+1             | -                  | -                  | -                  | -                  | -                  | FLT         | 1           | 0           | 0           | 1           | 51     | 16     | 16     | 18     | 31,37      | 12º              |
| 2014-2015           | Walsall             | FL1                 | 46         | 14         | 17         | 15         | FACup+CdL       | 2+2             | 0+1             | 1+0             | 1+1             | -                  | -                  | -                  | -                  | -                  | FLT         | 6           | 4           | 1           | 1           | 56     | 19     | 19     | 18     | 33,93      | 14º              |
| lug.-nov. 2015      | Walsall             | FL1                 | 19         | 10         | 6          | 3          | FACup+CdL       | 1+3             | 1+2             | 0+0             | 0+1             | -                  | -                  | -                  | -                  | -                  | FLT         | 1           | 0           | 0           | 1           | 24     | 13     | 6      | 5      | 54,17      | Risol.           |
| Totale Walsall      | Totale Walsall      | Totale Walsall      | 228        | 76         | 77         | 75         |                 | 21              | 8               | 4               | 9               |                    | -                  | -                  | -                  | -                  |             | 11          | 5           | 1           | 5           | 260    | 89     | 82     | 89     | 34,23      |                  |
| dic. 2015-2016      | Brentford           | FLC                 | 28         | 12         | 4          | 12         | FACup+CdL       | 1+0             | 0               | 0               | 1               | -                  | -                  | -                  | -                  | -                  | -           | -           | -           | -           | -           | 29     | 12     | 4      | 13     | 41,38      | Sub. 9º          |
| 2016-2017           | Brentford           | FLC                 | 46         | 18         | 10         | 18         | FACup+CdL       | 2+1             | 1+0             | 0+0             | 1+1             | -                  | -                  | -                  | -                  | -                  | -           | -           | -           | -           |             | 49     | 19     | 10     | 20     | 38,78      | 10º              |
| 2017-2018           | Brentford           | FLC                 | 46         | 18         | 15         | 13         | FACup+CdL       | 1+3             | 0+2             | 0+0             | 1+1             | -                  | -                  | -                  | -                  | -                  | -           | -           | -           | -           |             | 50     | 20     | 15     | 15     | 40,00      | 9º               |
| lug.-ott. 2018      | Brentford           | FLC                 | 12         | 4          | 6          | 2          | FACup+CdL       | 0+3             | 2               | 0               | 1               | -                  | -                  | -                  | -                  | -                  | -           | -           | -           | -           |             | 15     | 6      | 6      | 3      | 40,00      | Risol.           |
| Totale Brentford    | Totale Brentford    | Totale Brentford    | 132        | 52         | 35         | 45         |                 | 11              | 5               | 0               | 6               |                    | -                  | -                  | -                  | -                  |             | -           | -           | -           | -           | 143    | 57     | 35     | 51     | 39,86      |                  |
| ott. 2018-2019      | Aston Villa         | FLC                 | 34+3       | 17+2       | 10+0       | 7+1        | FACup+CdL       | 1+0             | 0               | 0               | 1               | -                  | -                  | -                  | -                  | -                  | -           | -           | -           | -           |             | 38     | 19     | 10     | 9      | 50,00      | Sub. 5º (prom.)  |
| 2019-2020           | Aston Villa         | PL                  | 38         | 9          | 8          | 21         | FACup+CdL       | 1+7             | 0+5             | 0+1             | 1+1             | -                  | -                  | -                  | -                  | -                  | -           | -           | -           | -           |             | 46     | 14     | 9      | 23     | 30,43      | 17º              |
| 2020-2021           | Aston Villa         | PL                  | 38         | 16         | 7          | 15         | FACup+CdL       | 1+3             | 0+2             | 0+0             | 1+1             | -                  | -                  | -                  | -                  | -                  | -           | -           | -           | -           |             | 42     | 18     | 7      | 17     | 42,86      | 11º              |
| lug.-nov. 2021      | Aston Villa         | PL                  | 11         | 3          | 1          | 7          | FACup+CdL       | 0+2             | 0+1             | 0+0             | 0+1             | -                  | -                  | -                  | -                  | -                  | -           | -           | -           | -           |             | 13     | 4      | 1      | 8      | 30,77      | Eson.            |
| Totale Aston Villa  | Totale Aston Villa  | Totale Aston Villa  | 121+3      | 45+2       | 26+0       | 50+1       |                 | 15              | 8               | 1               | 6               |                    | -                  | -                  | -                  | -                  |             | -           | -           | -           | -           | 139    | 55     | 27     | 57     | 39,57      |                  |
| nov. 2021-2022      | Norwich City        | PL                  | 27         | 4          | 5          | 18         | FACup+CdL       | 3+0             | 2               | 0               | 1               | -                  | -                  | -                  | -                  | -                  | -           | -           | -           | -           |             | 30     | 6      | 5      | 19     | 20,00      | Sub. 20º (retr.) |
| ago.-dic. 2022      | Norwich City        | FLC                 | 23         | 10         | 5          | 8          | FACup+CdL       | 0+2             | 0               | 0+2             | 0               | -                  | -                  | -                  | -                  | -                  | -           | -           | -           | -           |             | 25     | 10     | 7      | 8      | 40,00      | Eson.            |
| Totale Norwich City | Totale Norwich City | Totale Norwich City | 50         | 14         | 10         | 26         |                 | 5               | 2               | 2               | 1               |                    | -                  | -                  | -                  | -                  |             | -           | -           | -           | -           | 55     | 16     | 12     | 27     | 29,09      |                  |
| apr.-giu. 2023      | Leicester City      | PL                  | 7          | 2          | 3          | 2          | FACup+CdL       | -               | -               | -               | -               | -                  | -                  | -                  | -                  | -                  | -           | -           | -           | -           |             | 7      | 2      | 3      | 2      | 28,57      | Sub. 18° (retr.) |
| 2024                | Charlotte FC        | MLS                 | 34+3       | 14+1       | 9+1        | 11+1       | USOC            | -               | -               | -               | -               | -                  | -                  | -                  | -                  | -                  | LC          | 2           | 1           | 0           | 1           | 39     | 16     | 10     | 13     | 41,03      | 11°              |
| 2025                | Charlotte FC        | MLS                 | 12         | 6          | 1          | 5          | USOC            | 1               | 1               | 0               | 0               | -                  | -                  | -                  | -                  | -                  | LC          | -           | -           | -           | -           | 13     | 7      | 1      | 5      | 53,85      |                  |
| Totale Charlotte    | Totale Charlotte    | Totale Charlotte    | 46+3       | 20+1       | 10+1       | 16+1       |                 | 1               | 1               | 0               | 0               |                    | -                  | -                  | -                  | -                  |             | 2           | 1           | 0           | 1           | 52     | 23     | 11     | 18     | 44,23      |                  |
| Totale carriera     | Totale carriera     | Totale carriera     | 590        | 212        | 162        | 216        |                 | 53              | 24              | 7               | 22              |                    | -                  | -                  | -                  | -                  |             | 13          | 6           | 1           | 6           | 656    | 242    | 170    | 244    | 36,89      |                  |